# Álvaro Frutos
Álvaro Frutos Zurita (nacido el 18 de marzo de 1987) es un jugador de baloncesto español. Juega en la posición de base en el Palma Air Europa  de LEB Oro.

## Trayectoria deportiva
Álvaro Frutos es un base madrileño, que inició su carrera desde en las categorías inferiores del Real Madrid y en 2009 es cedido al Illescas Urban CLM. En la temporada 2005 – 2006 pasó a formar parte de la disciplina del Baloncesto Fuenlabrada SAD, donde ha militado hasta ahora en sus equipos de 1ª. Nacional y Liga EBA, combinando ambas categorías con el Circuito Sub-20.
En 2010 la Fundación Adepal Alcázar llegado a un acuerdo con el base Álvaro Frutos Zurita, quien jugará por segunda temporada consecutiva con el cuadro alcazareño, a las órdenes del que ha sido su entrenador durante estas dos últimas temporadas, Javier Juárez. Frutos, fue uno de los hombres que propiciaron el ascenso de categoría la pasada campaña y uno de los bases encargados de la dirección de juego del equipo en su camino hacia la LEB Oro. El base madrileño es uno de los directores de juego de Adepal en LEB Oro, una categoría que ya conoce, no obstante jugó en ella en la 2008-2009 con el CB Illescas.

## Clubes
- Baloncesto Fuenlabrada (2008-2009)
- CB Oviedo (2008-2009)
- CB Illescas (2008-2009)
- CDB Amistad y Deporte (2009-2011)
- Club Melilla Baloncesto (2011-2012)
- Planasa Navarra (2012-2013)
- Club Ourense Baloncesto (2013-2014)
- CEBA Guadalajara (2014-2015)
- Cáceres Ciudad del Baloncesto (2015)
- Palma Air Europa (2016-)